# Sörlandsoxel
Sörlandsoxel (Sorbus subsimilis) är en rosväxtart som beskrevs av Hedlund.. Enligt Catalogue of Life ingår Sörlandsoxel i släktet oxlar och familjen rosväxter, men enligt Dyntaxa är tillhörigheten istället släktet oxlar och familjen rosväxter. Arten har ej påträffats i Sverige. Inga underarter finns listade i Catalogue of Life.